# Ferques
Ferques est une commune française située dans le département du Pas-de-Calais en région Hauts-de-France. Ses habitants sont appelés les Ferquois. La commune fait partie de la communauté de communes de la Terre des Deux Caps qui regroupe 21 communes et compte 22 332 habitants en 2021.
La commune de Ferques est située dans l'ouest du département du Pas-de-Calais, à 15 km au nord-est de la commune de Boulogne-sur-Mer. C’est une commune de type bourg rural avec une population de 1 788 habitants au dernier recensement de 2022, elle a connu un pic de population en 2006 avec 1 912 habitants..
Son territoire se trouve en partie dans le bassin carrier de Marquise qui a la particularité de se situer au sein du parc naturel régional des Caps et Marais d'Opale.
Les ruines de la chapelle du monastère de Beaulieu sont un site classé.

## Géographie

### Localisation
Localisée dans l'ouest du département du Pas-de-Calais à 12 km au sud-est du cap Gris-Nez, Ferques est une commune limitrophe, au sud-ouest, de la commune de Marquise et située, à vol d'oiseau, à égale distance (15 km) des communes de Calais et de Boulogne-sur-Mer (chef-lieu d'arrondissement).
Le territoire de la commune est limitrophe de ceux de huit communes.
Les communes limitrophes sont Landrethun-le-Nord, Leubringhen, Leulinghen-Bernes, Marquise, Rety, Rinxent, Caffiers et Fiennes.

### Géologie et relief

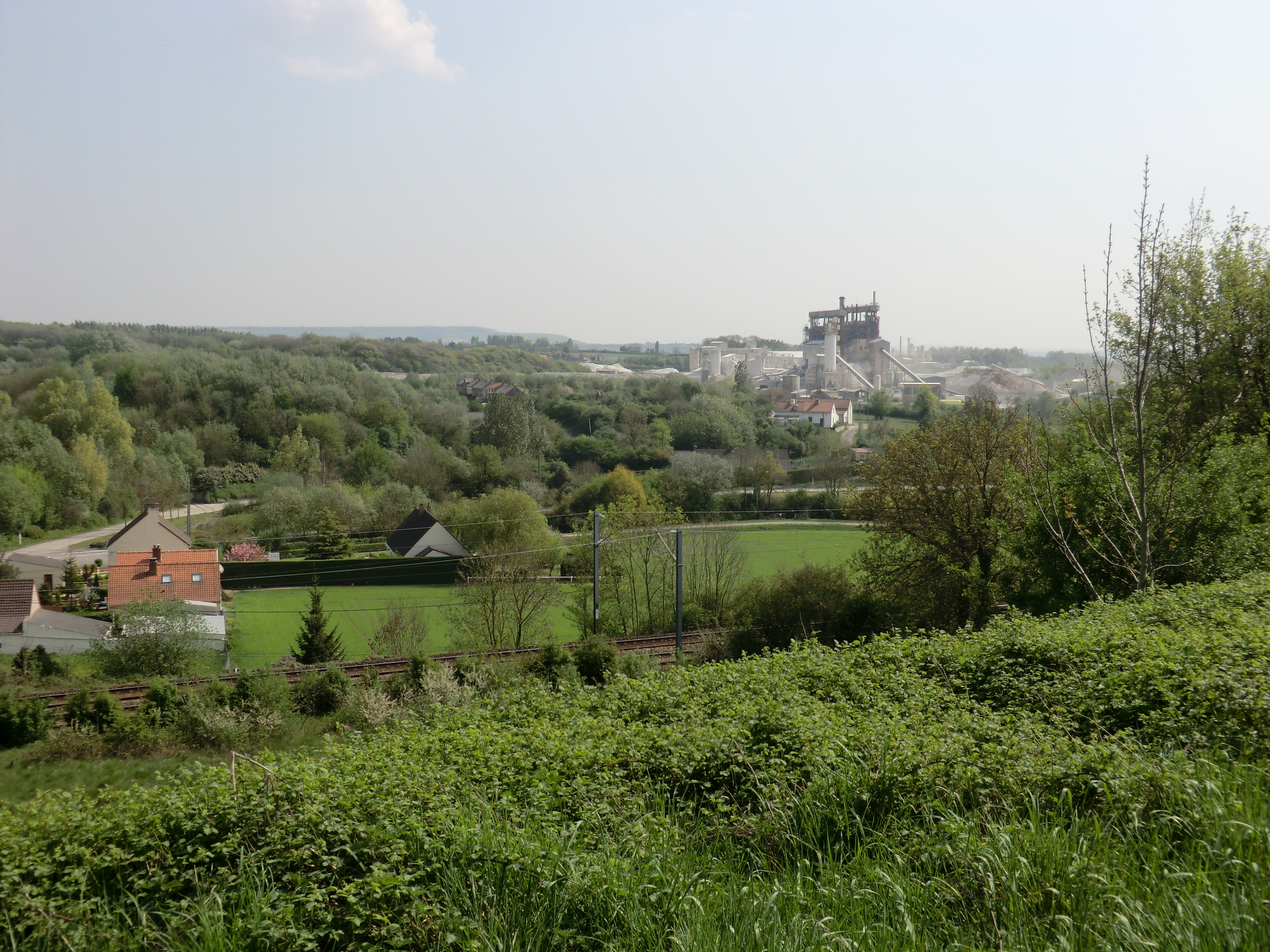
Vue sur une carrière de Ferques en 2011.

La superficie de la commune est de 8,97 km2 ; son altitude varie de 39  à   120 m.
Le sous-sol de Ferques, riche en calcaire et marbres du Boulonnais, présente une géologie remarquable, encore exploitée en 2010. Ces roches appartiennent à l'ensemble des carrières du Boulonnais, datant du Carbonifère (terrain primaires). Si le calcaire de Marquise est tendre, celui de Ferques présente une grande dureté. Dénommé stinckal, la roche principale à Ferques est uniformément gris sombre. Un marbre, nommé Napoléon en 1808, fut découvert au XIXe siècle. Il est « gris clair, parsemé de petites taches grises, blanches et rousses. Solide, de poids modéré, il peut fournir des pièces de grand volume ». En 1835, 26 variétés de marbre étaient exploitées. Le sous-sol recèle également de la dolomie ; le fer et le charbon ont également été exploités.
La topographie de la commune a évolué en fonction de l'exploitation des carrières. Un plan de paysage à 30 ans détermine de 1995 à 2025 l'intégration paysagère des nouveaux remblais et déblais créés. La topographie varie de 39  à   120 mètres.

### Hydrographie
Le territoire de la commune est situé dans le bassin Artois-Picardie.
Quatre cours d'eau traversent la commune :
- le Crembreux coule en limite sud de la commune. Cette rivière d'une longueur de 13,32 km, prend sa source dans la commune d'Hardinghen et se jette dans la Slack au niveau de la commune de Marquise[5] ;
- un ruisseau au nom inconnu, d'une longueur de 3,61 km, qui prend sa source dans la commune et se jette dans le Blacourt au niveau de la commune de Leulinghen-Bernes[6] ;
- les Broustats, d'une longueur de 2,21 km, qui prend sa source dans la commune et se jette dans le Crembreux au niveau de la commune de Rety[7] ;
- le ruisseau des bardes, d'une longueur de 1,55 km, qui prend sa source dans la commune et termine sa course dans la commune[8].

Il existe également plusieurs plans d'eau dont certains résultent de l'extraction des carrières.

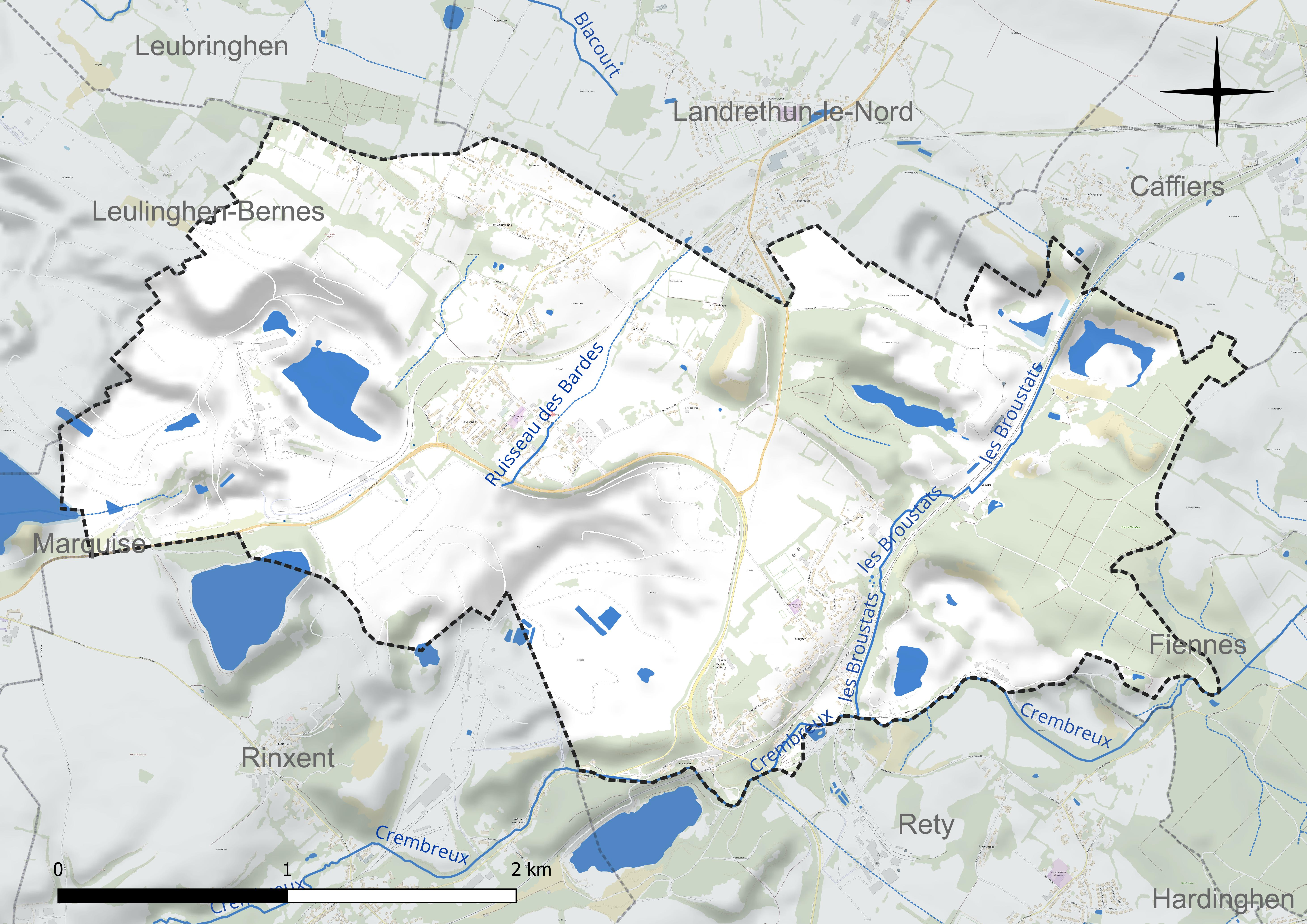
Réseau hydrographique de Ferques.

### Climat
Pour des articles plus généraux, voir Climat des Hauts-de-France et Climat du Pas-de-Calais.
En 2010, le climat de la commune est de type climat océanique franc, selon une étude du CNRS s'appuyant sur une série de données couvrant la période 1971-2000. En 2020, Météo-France publie une typologie des climats de la France métropolitaine dans laquelle la commune est exposée à un climat océanique et est dans la région climatique Côtes de la Manche orientale, caractérisée par un faible ensoleillement (1 550 h/an) ; forte humidité de l’air (plus de 20 h/jour avec humidité relative > 80 % en hiver), vents forts fréquents.
Pour la période 1971-2000, la température annuelle moyenne est de 10,2 °C, avec une amplitude thermique annuelle de 12,7 °C. Le cumul annuel moyen de précipitations est de 868 mm, avec 12,9 jours de précipitations en janvier et 8,7 jours en juillet. Pour la période 1991-2020, la température moyenne annuelle observée sur la station météorologique la plus proche, située sur la commune de Licques à 13 km à vol d'oiseau, est de 10,5 °C et le cumul annuel moyen de précipitations est de 1 138,1 mm,. Pour l'avenir, les paramètres climatiques de la commune estimés pour 2050 selon différents scénarios d'émission de gaz à effet de serre sont consultables sur un site dédié publié par Météo-France en novembre 2022.

### Paysages
La commune s'inscrit dans le « paysage boulonnais » tel que défini dans l’atlas des paysages de la région Nord-Pas-de-Calais, conçu par la direction régionale de l'Environnement, de l'Aménagement et du Logement (DREAL),.
Ce paysage qui concerne 66 communes, se délimite : au Nord, par les paysages des coteaux calaisiens et du Pays de Licques, à l’Est, par le paysage du Haut pays d’Artois, et au Sud, par les paysages Montreuillois.
Le « paysage boulonnais », constitué d'une boutonnière bordée d’une cuesta définissant un pays d’enclosure, est essentiellement un paysage bocager composé de 47 % de son sol en herbe ou en forêt et de 31 % en herbage, avec, dans le sud et l’est, trois grandes forêts, celle de Boulogne, d’Hardelot et de Desvres et, au nord, le bassin de carrière avec l'extraction de la pierre de Marquise depuis le Moyen Âge et de la pierre marbrière dont l'extraction s'est développée au XIXe siècle.
La boutonnière est formée de trois ensembles écopaysagers : le plateau calcaire d’Artois qui forme le haut Boulonnais, la boutonnière qui forme la cuvette du bas Boulonnais et la cuesta formée d’escarpements calcaires.
Dans ce paysage, on distingue trois entités : 
- les vastes champs ouverts du Haut Boulonnais ;
- le bocage humide dans le Bas Boulonnais ;
- la couronne de la cuesta avec son dénivelé important et son caractère boisé[16].

### Milieux naturels et biodiversité

#### Espace protégé
La protection réglementaire est le mode d’intervention le plus fort pour préserver des espaces naturels remarquables et leur biodiversité associée.
Dans ce cadre, la commune fait partie d'un espace protégé : le parc naturel régional des Caps et Marais d'Opale, d’une superficie de 132 499 hectares réparties sur 154 communes, géré par le syndicat mixte d'aménagement et de gestion du parc naturel régional des Caps et Marais d'Opale.

#### Zones naturelles d'intérêt écologique, faunistique et floristique
L’inventaire des zones naturelles d'intérêt écologique, faunistique et floristique (ZNIEFF) a pour objectif de réaliser une couverture des zones les plus intéressantes sur le plan écologique, essentiellement dans la perspective d’améliorer la connaissance du patrimoine naturel national et de fournir aux différents décideurs un outil d’aide à la prise en compte de l’environnement dans l’aménagement du territoire.
Le territoire communal comprend trois ZNIEFF de type 1 : 
- le bois de Fiennes, le bois de Beaulieu et la carrière de la Parisienne. Cette ZNIEFF est en  limite orientale du bassin de Marquise, exploité pour l’extraction du marbre[19] ;
- le bocage au Nord de Ferques, d’une superficie de 467 hectares et d'une altitude variant de 57  à   139 mètres. Le site présente une géologie feuilletée où se succèdent une dizaine de couches géologiques dont les assises du Dévonien qui sont les plus étendues[20] ;
- le bois et les affleurements du Haut Banc et de la vallée Heureuse, d’une superficie de 45 hectares et d'une altitude variant de 25  à   75 mètres. Ce site, enclavé entre le lac d’exploitation au sud et la carrière de la vallée Heureuse, nous montre ce qu'était le paysage et les écosystèmes de la vallée[21].

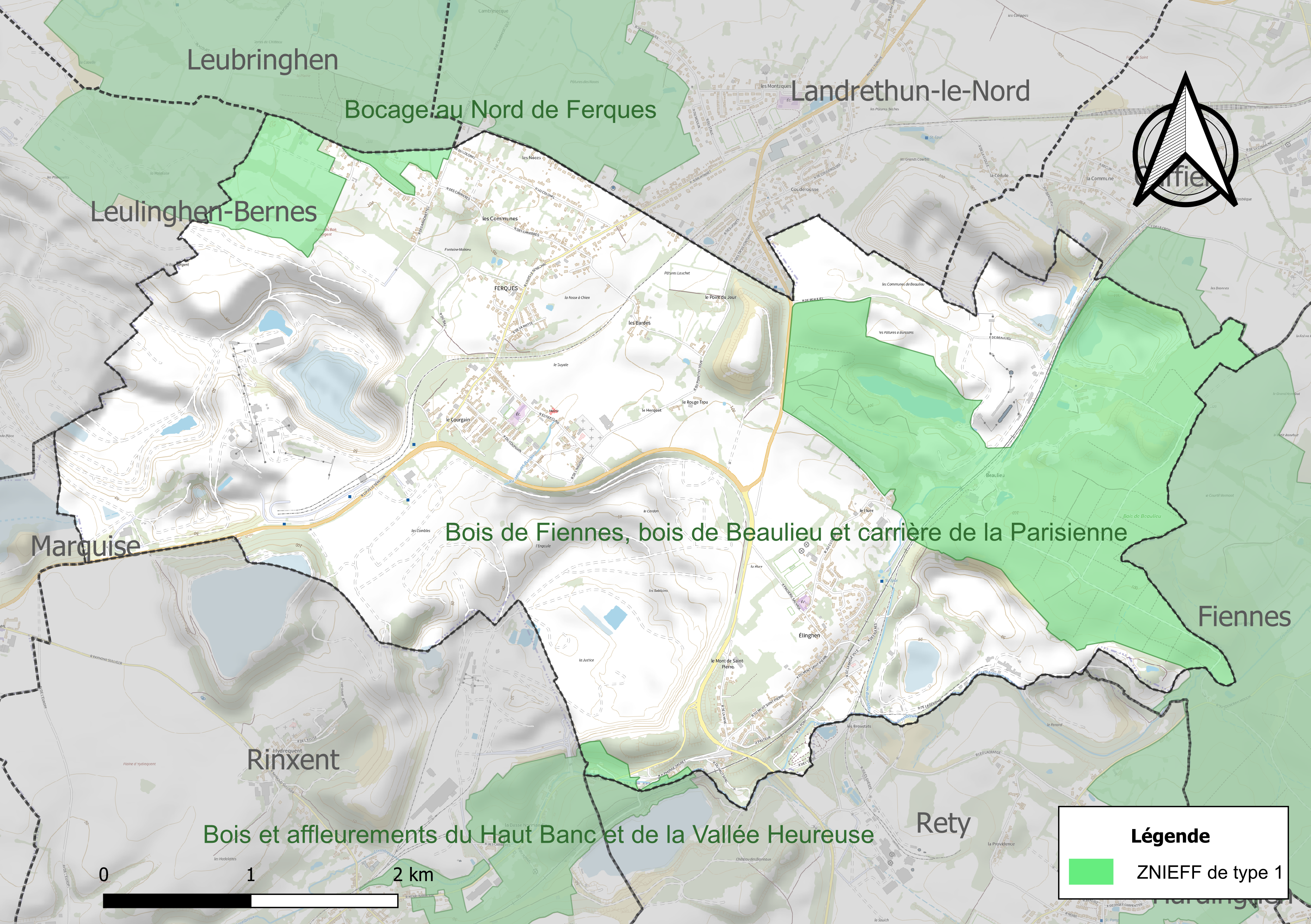
Carte des ZNIEFF sur la commune.

#### Patrimoine géologique
Sur le territoire communal se trouve le site des faunes givétiennes des carrières du Banc Noir et du Griset. Il est inscrit à l'inventaire national du patrimoine géologique. Ces carrières sont exploitées pour la fabrication de granulats et d'enrochements, la carrière du Griset est encore en exploitation.

## Urbanisme

### Typologie
Au 1er janvier 2024, Ferques est catégorisée bourg rural, selon la nouvelle grille communale de densité à sept niveaux définie par l'Insee en 2022.
Elle appartient à l'unité urbaine de Ferques, une agglomération intra-départementale regroupant deux  communes, dont elle est ville-centre,,. Par ailleurs la commune fait partie de l'aire d'attraction de Boulogne-sur-Mer, dont elle est une commune de la couronne,. Cette aire, qui regroupe 80 communes, est catégorisée dans les aires de 50 000 à moins de 200 000 habitants,.

### Occupation des sols
L'occupation des sols de la commune, telle qu'elle ressort de la base de données européenne d’occupation biophysique des sols Corine Land Cover (CLC), est marquée par l'importance des territoires artificialisés (59,4 % en 2018), en augmentation par rapport à 1990 (51,3 %). La répartition détaillée en 2018 est la suivante : 
mines, décharges et chantiers (49 %), forêts (16 %), terres arables (15,2 %), zones urbanisées (10,5 %), prairies (7,8 %), milieux à végétation arbustive et/ou herbacée (1,5 %). L'évolution de l’occupation des sols de la commune et de ses infrastructures peut être observée sur les différentes représentations cartographiques du territoire : la carte de Cassini (XVIIIe siècle), la carte d'état-major (1820-1866) et les cartes ou photos aériennes de l'IGN pour la période actuelle (1950 à aujourd'hui).

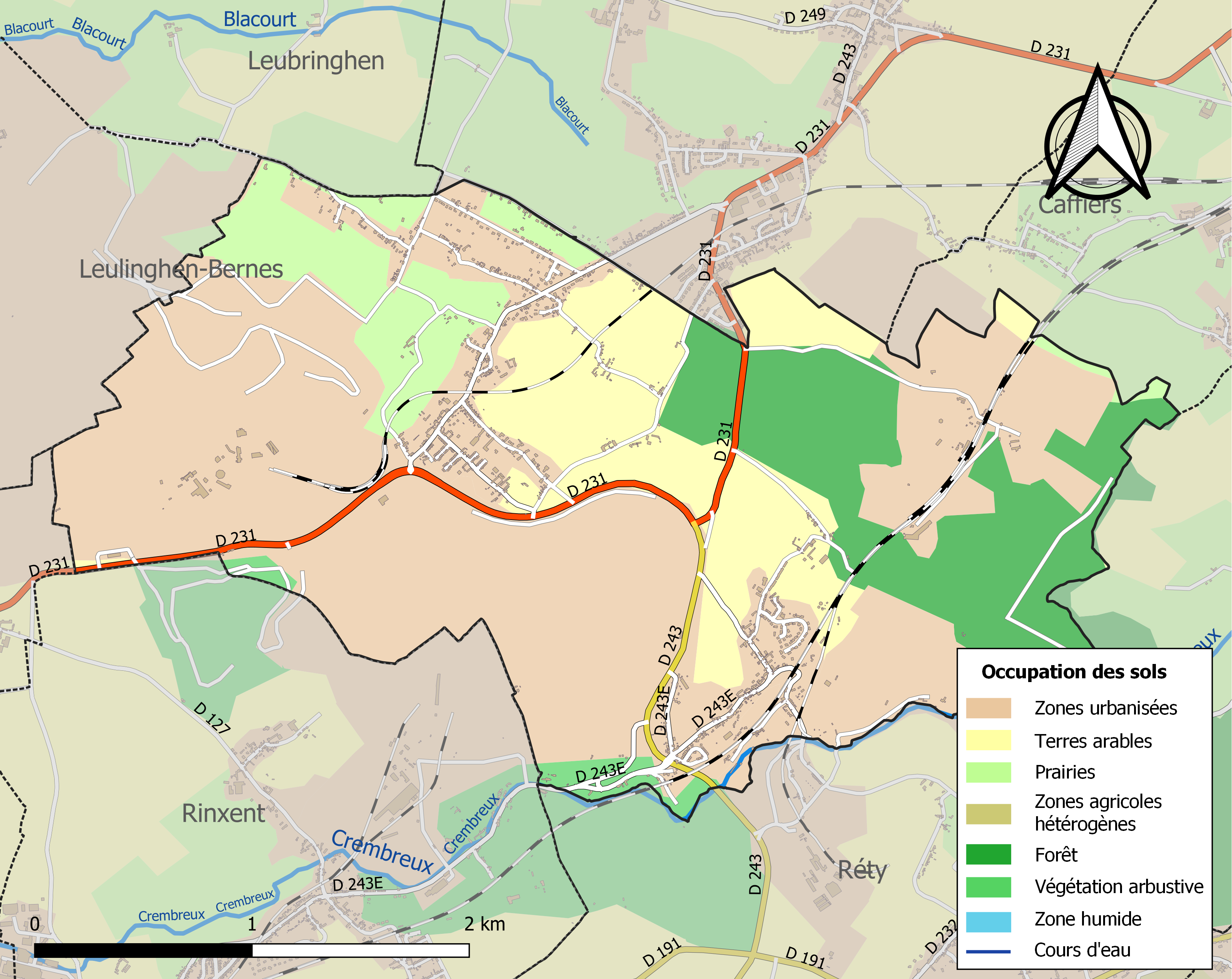
Carte des infrastructures et de l'occupation des sols de la commune en 2018 (CLC).

### Morphologie urbaine
L'occupation humaine est ancienne dans la commune, éclatée entre les deux villages de Ferques et d'Elinghen, ainsi qu'au lieu-dit le Haut-Banc. Ces deux villages sont de taille sensiblement équivalente, et sont nettement séparés par les carrières. Ferques forme une urbanisation continue avec une partie de Landrethun-le-Nord. Elle fait ainsi partie intégrante de l'arc urbain, comprenant également Marquise et Rinxent.

### Logement
La commune fait exception parmi les petites communes rurales alentour, puisqu'elle compte plus de 20 % de logements sociaux. (21,3 % en 2005, soit le taux le plus élevé de l'intercommunalité à cette date)
En 2007, le territoire comptait 648 logements, pour l'essentiel des maisons, à vocation d'habitation principale. La majorité de celles-ci (50,3 %) comportait cinq pièces ou plus. Près des trois-quarts de ces constructions ont été réalisées après la Seconde Guerre mondiale.

### Projets d'aménagements
Une parcelle au hameau d'Elinghen, à proximité de la gare, a fait l'objet d'une acquisition par l'EPF (Établissement public foncier du Nord - Pas-de-Calais). L'objectif est d'y réaliser une petite zone artisanale (ateliers communaux) ainsi que de l'habitat et un espace vert.

### Voies de communication et transports
L'autoroute A16, qui relie la région parisienne à la frontière belge via la Côte d'Opale, passe à environ 5 km de Ferques et la dessert par le biais de la sortie 36. Plus au sud, la route nationale 42, qui relie Boulogne-sur-Mer à Saint-Omer, passe à 12 km de Ferques.
La D 231 relie Marquise à Guînes et Ardres en passant par Ferques. La D 243 relie Ferques à Rety et croise la D 127 vers Desvres. Au niveau de la commune, ces routes sont fréquemment empruntés par des camions, de par l'activité des carrières.
La commune est équipée d'une gare à Elinghen, hameau de Ferques, la gare du Haut-Banc, desservie par des trains TER entre Boulogne-sur-Mer et Calais. La gare de Calais - Fréthun, desservie par des TGV inOui et des TER (dont TERGV), est accessible en quinze minutes en voiture.

### Risques naturels et technologiques
Le risque lié au retrait-gonflement des argiles est nul (partie sud) à faible (partie nord) sur la commune, à l'exception d'une petite zone limitée au monastère de Beaulieu au nord-est.
Le risque sismique est faible sur l'ensemble du territoire communal (zone 2 sur 5 du zonage mis en place en mai 2011), comme dans la majorité du Pas-de-Calais.
La commune est reconnue en état de catastrophe naturelle à la suite des inondations et coulées de boue du 1er au 3 novembre 2012.
À la suite du passage des tempêtes Ciarán, Domingos et Elisa et des inondations et coulées de boue qui se sont produites, la commune est reconnue, par arrêté du 14 novembre 2023, en état de catastrophe naturelle pour inondations et coulées de boue sur la période du 2 au 12 novembre 2023, comme 179 autres communes du département.

## Toponymie

### Attestations anciennes
Le nom de la localité est attesté sous les formes Frekena en 877, Frekenes en 1112, Fercnes en 1124, Ferknes en 1133, Ferchenes en 1134, Ferschenes en 1157, Fercknes au XIIe siècle), Fercnes en 1206, Ferchnes en 1223, Frechnes en 1224, Farkenes (1281), Ferkenes et Ferquenes en 1286, Freskenes en 1322 et 1323, Frequenes en 1559 ; 'Ferques depuis 1793 et 1801.

### Étymologie
Ernest Nègre donne comme origine toponymique l'anthroponyme germanique Frenkin + -a.

## Histoire

### Premières occupations humaines
L'occupation humaine dans le secteur est certainement très ancienne. Des ossements et fragments de poterie, au niveau de la grotte de Plume-Coq, et dans des mottes près de fermes, sont les indices d'une présence celte et gallo-romaine. Des chasseurs auraient même utilisé les grottes comme abris dès le Moustérien, il y a 60 000 ans.

### Moyen Âge
Fin VIe ou début VIIe, la toponymie des lieux indique une occupation barbare, correspondant aux premières invasions de la Morinie.
Au VIIIe siècle, le christianisme s'est propagé dans la région (moines mérovingiens). L'abbaye d'Andres possédait la majorité des terres, notamment le domaine de Beaulieu (« Bello Locus »). Deux églises, l'église Saint-Pierre d'Elinghen, et l'église Notre-Dame-de-la-Nativité de Ferques, ont probablement été construites au XIIe siècle. L'abbaye de Beaulieu fut également fondée durant cette période, probablement en 1131.
Un cimetière mérovingien a été découvert à Ferques en 1867. Les objets découverts (armures, vases, bracelets,...) ont été déposés au musée de Boulogne-sur-Mer.
En 1206, Lambert de Bruges, évêque de Thérouanne, déclare qu'à sa demande, le chevalier Gusfrid de Ferchnes a cédé à l'abbé Itérius de l'abbaye Saint-Médard d'Andres ses droits sur la dîme de Hervedinghem (Hervelingen). Et un peu plus tard, la même année, Gusfrid confirme la cession d'une autre partie de la dîme de ce village faite par Gérold de Piro.
En 1224, Eustache de Ferques, chevalier, est cité dans un texte.
Les siècles suivants, la vie s'est organisée autour de l'abbaye de Beaulieu. Si le XIIIe siècle et la première moitié du XIVe siècle furent une longue période de paix, la commune est restée marquée par les guerres, notamment la guerre de Cent Ans aux XIVe siècle et XVe siècle. En 1347, l'abbaye fut incendiée, puis détruite par les Anglais en 1390. Elle fut ensuite convertie en ferme, dont le domaine fut cultivé par une paysannerie aisée à laquelle elle fut vendue lors de l'aliénation des biens nationaux, le 11 mai 1790.

### Époque moderne
Au XVIe siècle, Ferques était toujours marquée par la guerre. Les Anglais s'en prirent au village en 1544, et les habitants auraient trouvé refuge dans la tour de l'église. Cette dernière fut remaniée durant ce siècle dans ses parties hautes, à la suite des dégâts occasionnés lors de cet épisode. L'époque meurtrière conduit à la succession de familles différentes à la seigneurie de Ferques ; par ailleurs, à différentes reprises au cours du siècle, aucun seigneur n'est identifié.
Durant ce siècle, l'extraction du charbon débuta sur la commune, mais uniquement en surface.
Comme ailleurs en France, le culte protestant fut présent à partir de la Renaissance sur la commune, mais il resta très minoritaire. Au XVIIIe siècle, un clerc (maître d'école pour les filles et les garçons, sous l'autorité du curé) enseignait sur la commune.
L'activité de l'époque était essentiellement agricole. Ce n'est qu'à partir de 1757, à la suite d'une commande de pierre pour le développement du port de Dunkerque, sous l'impulsion de Louis XIV, que l'activité d'extraction de la roche se développa. La pierre commença également à être exportée pour des constructions hors de la commune. C'est également au début de ce siècle que l'extraction de charbon sur la commune devint industrielle, et ce pour la première fois en France. Les quantités extraites étaient alors minimes.
La population comptait 435 habitants en 1790, avec une activité centrée sur la terre et la pierre.
Entre 1790 et 1794, la commune de Ferques absorbe le village voisin d'Elinghen.

### Époque contemporaine

#### Évolution de l'activité communale au cours duXIXesiècle
La commande de marbre pour la Colonne de la Grande Armée de Wimille engendra la découverte de marbre sur Ferques : l'activité de la pierre prit alors de l'importance. De 1838 à 1848, le fer fut également extrait sur le territoire communal. En 1824, Frédéric Sauvage, inventeur d'une machine à scier la pierre, ouvrit une usine à Elinghen. Si les besoins en pierre diminuèrent durant la première moitié du XIXe siècle, l'exploitation devint industrielle après 1867 avec l'ouverture de la ligne de chemin de fer de Calais à Boulogne et la demande croissante des ports de Boulogne, Calais et Dunkerque.
La production de charbon se prolongea durant ce siècle (elle dépassa plusieurs fois 90 000 tonnes à l'année), mais dans des conditions difficiles (puits difficiles à percer, galeries inondées) et pour un résultat mitigé (faible qualité du charbon). L'exploitation de phosphate avait également lieu (fabrication d'engrais), et un four à chaux fonctionna au Haut-Blanc jusqu'en 1910.
L'église de Ferques fut démolie en 1879.
En 1898, Ferques comptait 1 049 habitants, 283 électeurs, 245 ménages et 216 maisons.
Les hameaux et lieux-dits de la commune étaient les suivants : Elinghen ; Beaulieu ; le Hure ; la Basse-Ville ; le Haut-Banc ; le Rouge-Trou ; le Herquet ; les Communes ; le Bois Sergent ; la Marbrière ; Argencourt ; le Tertre ; la Motte ; la Pinterie ; l'Engoule ; le Trou Sonnoy ; Lonquesticq.
La ducasse avait lieu chaque deuxième dimanche de septembre. La commune comptait deux instituteurs, une institutrice, un curé, un garde champêtre, cinq commerçants (épicier, boulanger, mercier, marchand de charbon, rouenneries, chaussures, débitant de tabacs, cabaretier, marchand de faïences). Il y avait neuf cultivateurs.

#### XXesiècle
Fin XIXe siècle et début XXe siècle, les petites carrières se regroupèrent en société à plus gros capitaux. La vie des ouvriers était régie par ces sociétés, avec des logements gratuits ou à loyer très modique, un enseignement orienté vers l'industrie de la pierre, des équipements de loisirs, etc. Mais les sociétés n'échappèrent pas aux revendications, avec une grève générale en 1906, une en 1907, et une en 1936 qui fit échos aux mouvements nationaux.
La production de charbon se poursuivit dans la difficulté au début du siècle. Dans les années 1920, la construction de deux puits à Elinghen fit naître un nouvel espoir (veine significative, pureté du charbon), mais là encore l'industrie se heurta à différents problèmes (charbon friable, risques d'incendie s'ajoutent au risque d'inondation des galeries déjà connus sur le territoire). La compagnie fut fermée en juillet 1936.
Les carrières eurent une importance stratégique durant les deux guerres mondiales, pour l'entretien du front de la Somme à la mer durant la première, puis pour l'Organisation Todt (constructions et ingénierie) durant l'occupation lors de la seconde. Après l'Armistice du 11 novembre 1918, on compta 50 Ferquois morts aux combats. Et l'occupation allemande de mai 1940 à août 1944 fut marquée par le rationnement, l'implantation d'un camp de travailleurs forcés face à l'église, le logement contraints par 52 familles ferquoises d'officiers allemands, ainsi que des bombardements. Les Allemands tentèrent de faire fonctionner à nouveau la mine de charbon de 1942 à 1944. Elinghen fut bombardée le 27 juin 1944, une bombe atteignant la salle des machines, puis les occupants quittèrent la commune le 1er septembre, avant l'arrivée des alliés le 6. Une fois les mines nationalisées, des travaux de remise en état furent à nouveau entrepris après guerre. Face aux coûts engendrés, l'exploitation houillère fut finalement abandonnée en 1949.
Une briqueterie fonctionna jusqu'en 1972, avec une fermeture durant la Seconde Guerre mondiale.
Le raccordement au réseau électrique se fit à partir de 1925, mais l'eau courante n'arriva qu'en 1965 dans les foyers de la commune.

## Politique et administration

### Découpage territorial
La commune se trouve dans l'arrondissement de Boulogne-sur-Mer du département du Pas-de-Calais, depuis 1801.

#### Commune et intercommunalités
La commune est membre de la communauté de communes de la terre des deux caps.

#### Circonscriptions administratives
La commune est rattachée au canton de Desvres. Avant le redécoupage cantonal de 2014, elle était, depuis 1801, rattachée au canton de Marquise.

#### Circonscriptions électorales
Pour l'élection des députés, la commune fait partie de la sixième circonscription du Pas-de-Calais.

### Élections municipales et communautaires
Le conseil municipal est constitué de 19 membres, dont le maire et cinq adjoints.

#### Liste des maires
| Période                                  | Période   | Identité          | Étiquette | Qualité                                                                 |
| ---------------------------------------- | --------- | ----------------- | --------- | ----------------------------------------------------------------------- |
| Les données manquantes sont à compléter. |           |                   |           |                                                                         |
| 1945                                     |           | Elisée Clais      |           |                                                                         |
| Les données manquantes sont à compléter. |           |                   |           |                                                                         |
|                                          | 1971      | Raymond Debiernne |           |                                                                         |
| 1971                                     | mars 2001 | Louis Level       | PS        |                                                                         |
| mars 2001                                | En cours  | Denis Joly        | DVD       | Retraité Réélu pour le mandat 2014-2020, Réélu pour le mandat 2020-2026 |

### Jumelages
| Ville | Ville     | Pays | Pays        | Période     |
| ----- | --------- | ---- | ----------- | ----------- |
|       | Upchurch, |      | Royaume-Uni | depuis 2006 |

## Équipements et services publics

### Eau et déchets
L'intercommunalité pratique le tri sélectif ; le verre est collecté en six points dans les deux villages. La déchetterie est à Marquise.
Des zones d'apport volontaire sont également installées, ainsi que des bacs à carton.
En 2011, la commune s'équipe d'une station d'épuration (2 500 équivalent-habitants) et crée des réseaux d'assainissement collectif.

### Espaces publics

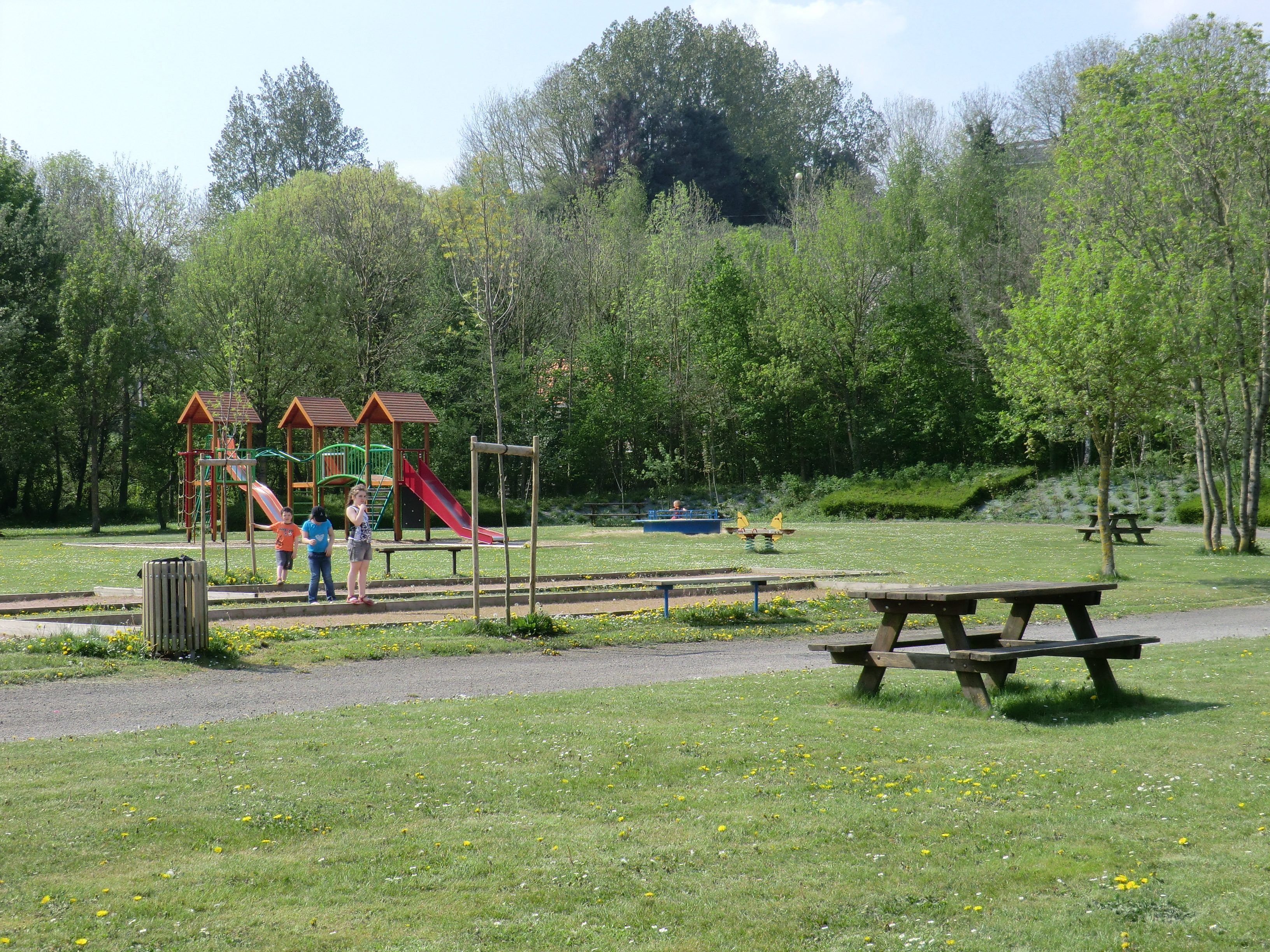
Espace vert de Ferques en 2011.

La commune est dotée d'espace vert : le parc d'Elinghen, où elle pratique une gestion différenciée, entre les espaces fréquentés, enherbés, et les espaces laissés plus naturels, au bord d'un cours d'eau, le parc des carrières et le parc de Courgain. Ces espaces sont dotés de jeux pour les enfants.
Trois voies douces sillonnent la commune, appelées "La promenade de la Lisbarde", "La promenade du Tertre" et "La promenade du tertre bis".
La commune est labellisée « 2 fleurs » au concours des villes et villages fleuris.

### Enseignement
La commune est située dans l'académie de Lille et dépend, pour les vacances scolaires, de la zone B.
La commune administre l'école primaire Jean Ferrat et l'école élémentaire Jules Ferry.

### Santé
Une pharmacie est présente sur la commune en 2010. Les hôpitaux se situent à Boulogne-sur-Mer et Calais.
Deux cabinets de kinésithérapie ainsi que des infirmières sont également installés à Ferques.

### Justice, sécurité, secours et défense
La commune dépend du tribunal judiciaire de Boulogne-sur-Mer, du conseil de prud'hommes de Boulogne-sur-Mer, de la cour d'appel de Douai, du tribunal de commerce de Boulogne-sur-Mer, du tribunal administratif de Lille, de la cour administrative d'appel de Douai, de la cour administrative d'appel de Douai, du pôle nationalité du tribunal judiciaire de Boulogne-sur-Mer et du tribunal pour enfants de Boulogne-sur-Mer.

## Population et société

### Démographie
Les habitants de la commune sont appelés les Ferquois,.

#### Évolution démographique
L'évolution du nombre d'habitants est connue à travers les recensements de la population effectués dans la commune depuis 1793. Pour les communes de moins de 10 000 habitants, une enquête de recensement portant sur toute la population est réalisée tous les cinq ans, les populations de référence des années intermédiaires étant quant à elles estimées par interpolation ou extrapolation. Pour la commune, le premier recensement exhaustif entrant dans le cadre du nouveau dispositif a été réalisé en 2005.

En 2022, la commune comptait 1 788 habitants, en évolution de −0,94 % par rapport à 2016 (Pas-de-Calais : −0,72 %, France hors Mayotte : +2,11 %).
| 1793 | 1800 | 1806 | 1821 | 1831 | 1836 | 1841 | 1846 | 1851  |
| ---- | ---- | ---- | ---- | ---- | ---- | ---- | ---- | ----- |
| 466  | 424  | 444  | 749  | 725  | 770  | 819  | 946  | 1 031 |

| 1856  | 1861  | 1866  | 1872  | 1876  | 1881  | 1886  | 1891  | 1896  |
| ----- | ----- | ----- | ----- | ----- | ----- | ----- | ----- | ----- |
| 1 056 | 1 066 | 1 177 | 1 104 | 1 165 | 1 275 | 1 235 | 1 010 | 1 049 |

| 1901  | 1906  | 1911  | 1921  | 1926  | 1931  | 1936  | 1946  | 1954  |
| ----- | ----- | ----- | ----- | ----- | ----- | ----- | ----- | ----- |
| 1 018 | 1 060 | 1 072 | 1 141 | 1 150 | 1 374 | 1 392 | 1 250 | 1 411 |

| 1962  | 1968  | 1975  | 1982  | 1990  | 1999  | 2005  | 2006  | 2010  |
| ----- | ----- | ----- | ----- | ----- | ----- | ----- | ----- | ----- |
| 1 658 | 1 689 | 1 551 | 1 557 | 1 690 | 1 811 | 1 889 | 1 912 | 1 851 |

| 2015  | 2020  | 2022  | - | - | - | - | - | - |
| ----- | ----- | ----- | - | - | - | - | - | - |
| 1 814 | 1 751 | 1 788 | - | - | - | - | - | - |

#### Pyramide des âges
En 2018, le taux de personnes d'un âge inférieur à 30 ans s'élève à 37,1 %, soit au-dessus de la moyenne départementale (36,7 %). À l'inverse, le taux de personnes d'âge supérieur à 60 ans est de 21,0 % la même année, alors qu'il est de 24,9 % au niveau départemental.
En 2018, la commune comptait 879 hommes pour 906 femmes, soit un taux de 50,76 % de femmes, légèrement inférieur au taux départemental (51,5 %).
Les pyramides des âges de la commune et du département s'établissent comme suit.
| Hommes | Classe d’âge | Femmes |
| ------ | ------------ | ------ |
| 1,0    | 90 ou +      | 1,7    |
| 3,9    | 75-89 ans    | 6,4    |
| 14,6   | 60-74 ans    | 14,3   |
| 22,7   | 45-59 ans    | 22,6   |
| 20,0   | 30-44 ans    | 18,4   |
| 15,8   | 15-29 ans    | 17,4   |
| 21,9   | 0-14 ans     | 19,1   |

| Hommes | Classe d’âge | Femmes |
| ------ | ------------ | ------ |
| 0,5    | 90 ou +      | 1,6    |
| 5,6    | 75-89 ans    | 8,9    |
| 16,7   | 60-74 ans    | 18,1   |
| 20,2   | 45-59 ans    | 19,2   |
| 18,9   | 30-44 ans    | 18,1   |
| 18,2   | 15-29 ans    | 16,2   |
| 19,9   | 0-14 ans     | 17,9   |

### Manifestations culturelles et festivités
Chaque année, au mois de juin, a lieu la Fête de la musique au parc d'Elinghen (hameau de Ferques, espace vert d'environ 3 ha) avec feu d'artifice au-dessus du lac.
Pendant six ans, de 2002 à 2008, le Festival des Agoraphones s'y est également déroulé.

### Sports et loisirs
Le Ferques Basket Club est déclaré est fondé le 22 juin 1948, date de sa déclaration à la sous-préfecture sous le nom d’Amicale laïque d’Elinghen-Ferques. Ses premiers paniers furent dans la cour de l’école des garçons. En 1961, la section de basket fonctionnait au sein de l’Amicale laïque Paul-Bert de Ferques, puisqu’Elinghen avait entre-temps fondé sa propre amicale. En 1970, le club est champion départemental Honneur, titre remporté contre Lens, ce qui lui permet de passer en championnat départemental excellence. En 1978, il obtient une salle lui permettant de jouer dans de meilleures conditions. L’équipe féminine est championne départementale en 1979, puis championne départementale Excellence en 1980. En 1982, l’équipe Excellence masculine dispute la finale de la Coupe nationale P.-Minart.
En 1983, une association sportive civile est créée, sous la dénomination de Ferques Basket Club. En 1983, l’équipe Première série masculine est championne départementale en battant successivement Locon et Michelet de Calais. En 1987, l’équipe benjamines est championne départementale.
La commune est également équipée d'un terrain de football.
Les associations y sont nombreuses, regroupant, notamment pour le sport : l'Alliance des archers de Ferques (Tir à l'arc à la perche), Les ailes d'Elinghen (Colombophilie), Les frelons des 2 Caps (Cardiogoal), Sport évasion des 2 Caps (Athlétisme, VTT - Cross), L'Union sportive Elinghen-Ferques (Football).

### Cultes
L'église catholique fait partie du diocèse d'Arras.

### Médias
La commune dispose d'un site internet et d'une page Facebook. Parmi les médias locaux et régionaux, on peut noter la semaine du Boulonnais, la Voix du Nord, Radio 6, Delta FM, Nord Littoral, le journal des habitants du Parc, etc.

## Économie

### Revenus de la population et fiscalité
En 2008, le revenu fiscal médian par ménage était de 13 990 €, ce qui plaçait Ferques au 29 171e rang parmi les 31 604 communes de plus de 50 ménages en métropole. Les ménages ont donc des revenus modestes ; cette donnée est à rapprocher au taux relativement élevé de logements sociaux sur la commune (supérieur à 20 %).

### Emploi
L'économie de la commune est centrée sur l'exploitation des roches. Quatre carrières sont exploitées sur le territoire et au-delà, avec plus de 300 employés.

### Entreprises et commerces

#### Bassin carrier de Marquise
La commune est située dans le bassin carrier de Marquise. Ce bassin carrier est exploité, en 2025, par quatre entreprises : la société des carrières du Boulonnais créée en 1896 (granulats), la société des carrières de la Vallée Heureuse, créée en 1842 (granulats calcaire et pierre et marbre de marquise), la société des carrières de Stinkal (sables et de granulats) et la société magnésie et dolomie de France (pierres ornementales et de construction, de calcaire industriel, de gypse, de craie et d'ardoise). La société des carrières Randon (calcaire industriel, de gypse et de craie) a cessé d'exister en 1996. La production annuelle du site est de dix millions de tonnes de granulats et de 57 millions de m3 de materiaux stériles.
Ce site qui s'étend sur 2 500 hectares, concerne neuf communes : Caffiers, Ferques, Fiennes, Landrethun-le-Nord, Leubringhen, Leulinghen-Bernes, Marquise, Rety, et Rinxent. Il a la particularité de se trouver au sein du parc naturel régional des Caps et Marais d'Opale.  
En 1994, pour une durée de vingt ans, un « plan de paysage de bassin carrier de Marquise » est signé entre les sociétés exploitant les carrières, les neuf communes concernées, le parc naturel régional et les pouvoirs publics. L'objectif de ce plan est que le bassin carrier ait « les mêmes allures et pentes que les collines naturelles du Boulonnais et une base boisée avec des essences locales. Leur sommet restant en landes, milieu à la biodiversité exceptionnelle ». En 2014, un plan réactualisé est de nouveau signé par les différents acteurs pour une durée de 30 ans,.
C'est dans ce bassin carrier qu'est extrait le « marbre Lunel » pour la restauration du sol de la cathédrale Notre-Dame de Paris à la suite de l'incendie.

## Culture locale et patrimoine

### Lieux et monuments

#### Site classé
Un site classé ou inscrit est un espace (naturel, artistique, historique…) profitant d'une conservation en l'état (entretien, restauration, mise en valeur…) ainsi que d'une préservation de toutes atteintes graves (destruction, altération, banalisation...) en raison de son caractère remarquable au plan paysager. Un tel site justifie un suivi qualitatif, notamment effectué via une autorisation préalable pour tous travaux susceptibles de modifier l'état ou l'apparence du territoire protégé.
Dans ce cadre, la commune présente un site classé par arrêté du 8 juillet 1912 : les ruines de la chapelle du monastère de Beaulieu.

#### Autres lieux et monuments

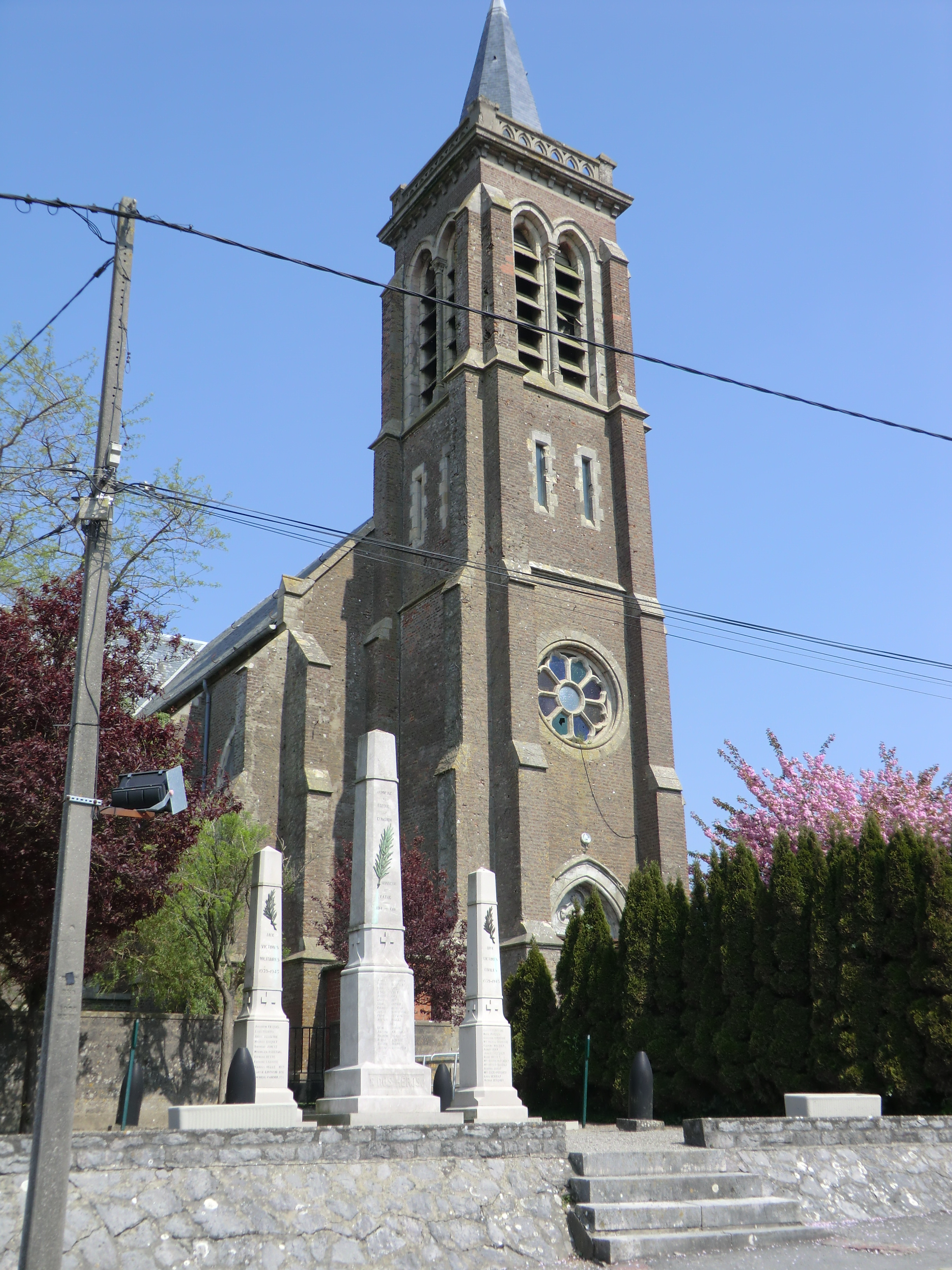
Église de Ferques en 2011.

- L'abbaye Notre-Dame de Beaulieu (disparue)
- Le cimetière mérovingien d'Argencourt découvert en extrayant de la pierre.
- L'Engoule : lieu-dit où le petit ruisseau de Ferques disparaît pour reparaître 2 km plus loin.
- Le Hure : moulin
- Le trou Sonnoy
- Lonquesticq : lieu-dit cité dans le cartulaire de Beaulieu, signifie longue pièce.
- La carrière du Boulonnais : point de vue sur les carrières.
- La gare du Haut-Banc.
- L'église Saint-Pierre. Elle héberge trois éléments patrimoniaux répertoriés dans la base Palissy dont un est classé au titre d'objet des monuments historiques[73].
- Le monument aux morts[74].
- La rue des Noces, où a eu lieu la « danse des Neuches ».

### Personnalités liées à la commune
- Frédéric Sauvage (1786-1857), inventeur de l'application de l'hélice à la navigation. Il vit à Elinghen, hameau de Ferques, où le marbre est en abondance. En 1821, il invente une scie à lames multiples avec laquelle on pouvait enlever plusieurs tranches de marbre. Ce mécanisme est employé dans une usine à Elinghen pendant une dizaine d'années.
- Maëva Coucke (1994-), Miss France 2018, a grandi à Ferques.

### Héraldique
| Blason de Ferques | Blason  | De gueules à la bande fuselée de cinq pièces d’or. |
| Blason de Ferques | Détails | La commune a relevé les armes de la famille du Caurel de Tagny. Elle a cependant modifié, en brisure, les couleurs originelles, ainsi, le blason familial « d'argent à une bande fuselée de cinq pièces de gueules » est devenu le blason communal actuel. Adopté en 1987. |

## Pour approfondir